# Josef Vondruška

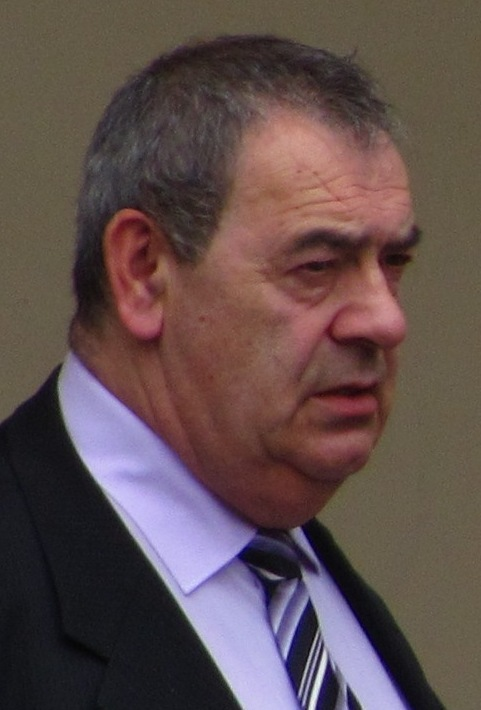
Josef Vondruška, 2010

Josef Vondruška (* 12. Februar 1948 in Litoměřice) ist ein tschechischer Justizvollzugsbeamter und kommunistischer Politiker. Vondruška war während der Normalisierung Gefängniswärter, nach der Samtenen Revolution tschechoslowakisches Mitglied des Hauses der Nationen der Bundesversammlung, von 2005 bis 2010 Mitglied des Abgeordnetenhauses des Parlaments der Tschechischen Republik, von 2000 bis 2008 und erneut von 2013 bis 2016 Vertreter der Region Liberec.

## Leben
Nach dem Grundschulstudium trat er als Arbeiter in die Nordböhmische Chemiefabrik in Lovosice ein. Nach dem Grundwehrdienst arbeitete er bei Preciosa in Jablonec. Im Jahr 1972 trat er als Gefängniswärter in das Gefängnis in Minkovice ein, wo er bis 1990 arbeitete. Im Jahr 1975 schloss er sein Abitur am Abendgymnasium ab und absolvierte zwei Jahre später ein Fernstudium im Oberbau. Im Jahr 1988 schloss er sein Studium an der Fakultät für öffentliche Sicherheit der Universität des Nationalen Sicherheitskorps in Prag ab und erhielt den Titel eines Doktors der Rechtswissenschaften. Viele politische Gefangene, wie Petr Cibulka, Jiří Wolf und Vladimír Hučín, verbüßten ihre Haftstrafen im Gefängnis in Minkovice.
Nach der Samtenen Revolution wurde das Gefängnis in Minkovice abgeschafft und Vondruška arbeitete wieder als Schlosser bei Preciosa. Anschließend engagierte er sich in der Politik. Bei den Wahlen 1992 wurde er für die KSČM bzw. die Koalition Linker Block (Wahlkreis der Nordböhmischen Region) in den tschechischen Teil des Hauses der Nationen der Bundesversammlung gewählt. Er blieb in der Bundesversammlung bis zur Auflösung der Tschechoslowakei im Dezember 1992.
Später arbeitete er im privaten Sektor. Er war auch in der Regionalpolitik aktiv. Bei den Regionalwahlen 2000 wurde er zum Vertreter der Region Liberec für die KSČM gewählt. Bei den Regionalwahlen 2004 gewann er hier erneut das Mandat.
Im Jahr 2004 kandidierte er erfolglos für den Senat für den Senatsbezirk Nr. 34, Liberec, wo er im ersten Wahlgang 14 % der Stimmen gewann und im zweiten Wahlgang dem Bürgerdemokraten Přemysl Sobotka unterlag. Bei den Wahlen 2002 kandidierte er für die KSČM für die Abgeordnetenkammer des Parlaments der Tschechischen Republik. Das Parlamentsmandat erlangte er erst im Dezember 2005 zusätzlich, als er als Stellvertreter eintrat. Bei den Wahlen 2006 verteidigte er seinen Parlamentssitz.
Siebzehn Jahre nach der Samtenen Revolution, im September 2006, warfen drei der ehemaligen Minkovicer Häftlinge, Vladimír Hučín, Jiří Gruntorád und Jiří Wolf, Vondruška vor, sie unverhältnismäßig aggressiv bestraft zu haben.
Vladimír Hučín beispielsweise behauptete, er sei mit zwanzig Tagen Einzelhaft bestraft worden, weil er Gummibänder statt Schnürsenkel an seinen Schuhen trug. Er sagt auch, dass Vondruška ihn mit einem scharfen Schlagstock direkt auf das Sonnengeflecht geschlagen habe. Hučín behauptet auch, dass Vondruška sich besonders auf politische Gefangene konzentrierte und gegenüber gewöhnlichen Kriminellen nicht aggressiv war. In der Akte eines anderen politischen Gefangenen, Jiří Gruntorád, heißt es: „Er arbeitete schlecht und nutzte seine Arbeitszeit nicht richtig. Um 03.00 Uhr haben wir ihn beim Schlafen auf dem Arbeitstisch erwischt.“ Dafür wurde Gruntorád zu zwanzig Tagen Isolation von Vondruška verurteilt.
Vondruška erklärte sein Verhalten für vernünftig, er habe die damaligen Gesetze respektiert und erklärte und alle Anschuldigungen für falsch. Im Fall von Vladimír Hučín wurde seine Anschuldigung in Frage gestellt, zu der Zeit, als Hučín in Minkovice inhaftiert war, studierte Vondruška an der Sbor-národní-bezpečnosti-Universität. Vor Gericht soll Vondruškas damaliger Kollege Miroslav Šimek ausgesagt haben, dass die studentischen Mitglieder Zugang zum Gefängnis hatten, ihre Pflichten jedoch nicht erfüllen konnten. Landesvertreter Mgr. Miroslav Mareš schloss den Fall vor Gericht mit der Tatsache ab, dass die Anwesenheit von JUDr. Josef Vondruška ist heute nicht mehr auffindbar, da die Strafvollzugsbehörde der Tschechischen Republik die Dokumente zur Registrierung von An- und Abreisen vernichtet hat.
Die Behauptungen der beiden anderen Gefangenen ließen sich nicht so leicht widerlegen. Schließlich warf ihm die Staatsanwaltschaft Liberec im November 2008 lediglich im Fall von Jiří Wolf einen Amtsmissbrauch vor.
Nach mehreren Jahren des Wartens (wie im Fall des Schließers Alois Grebeníček) sollte am Mittwoch, dem 29. September 2010, der Prozess gegen den Schließer und Abgeordneten Josef Vondruška in Liberec stattfinden – das Gericht wurde jedoch erneut vertagt. Schließlich fanden die Gerichtsverfahren am 19. November 2010, 21. Januar 2011, 13. April 2011 und 28. April 2011 statt, bei denen das Urteil verkündet und der Angeklagte Josef Vondruška freigesprochen wurde. Das regionale Berufungsgericht in Hradec Králové hob die Entscheidung jedoch Anfang Dezember 2011 auf und verwies sie zur erneuten Verhandlung an das Bezirksgericht zurück. Dies bestätigte die Freilassung von Vondruška.
Bei den Regionalwahlen 2016 verteidigte er das Amt des Vertreters der Region Liberec für die KSČM, allerdings ohne Erfolg.